# Adris Grupa
Adris Grupa d.d. er en kroatisk virksomhed indenfor fødevarer, hoteller & turisme og forsikring. Den har hovedkvarter i Rovinj, Istrien. Der er over 8.000 ansatte og en årlig omsætning på ca. 1 mia. USD.